# Велика Яблунька
Вели́ка Я́блунька — село в Україні, у Маневицькій селищній громаді Камінь-Каширського району Волинської області. Населення становить 738 осіб.

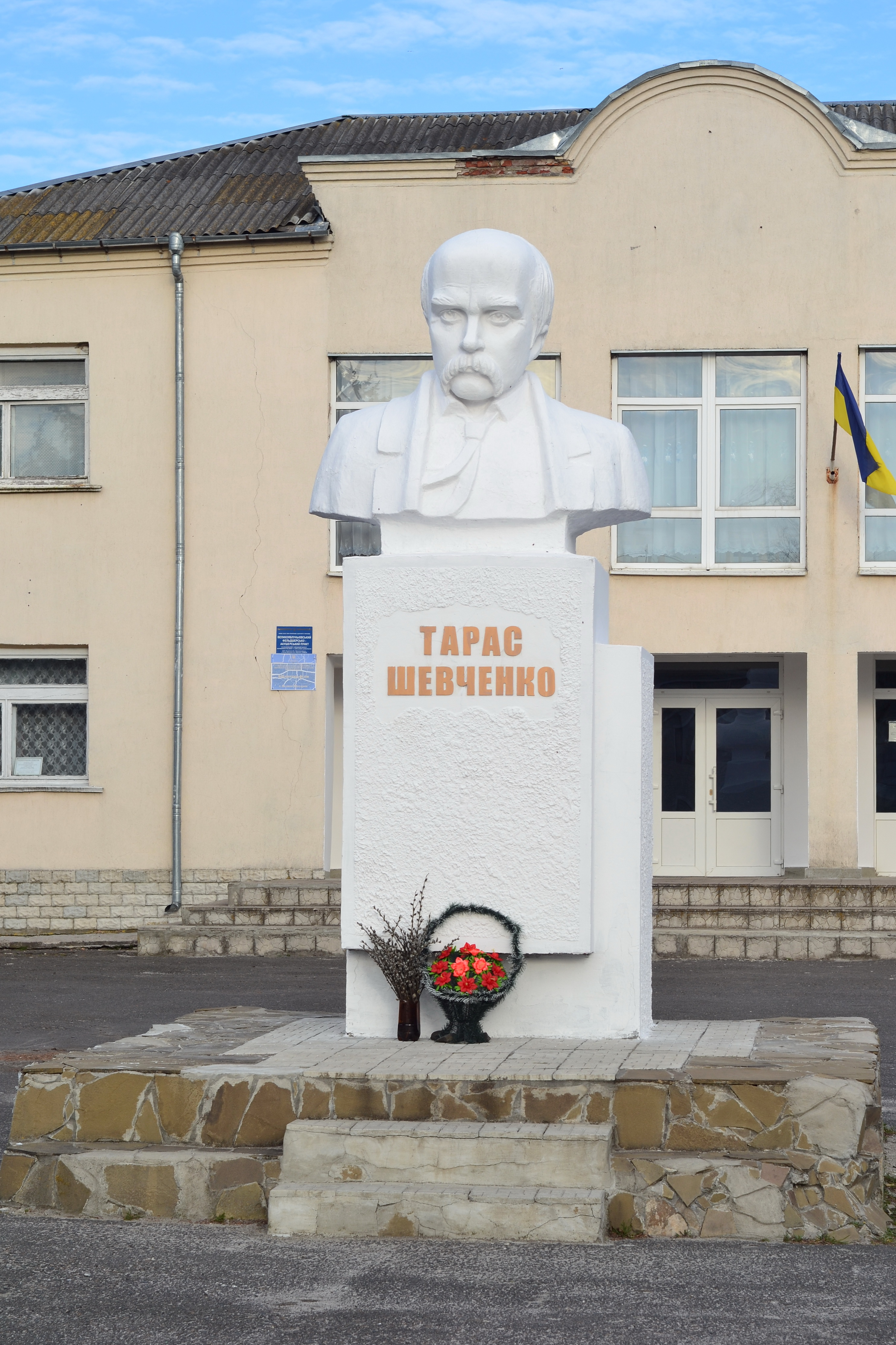
Пам'ятник Т. Г. Шевченко — Велика Яблунька (вул. Перемоги, навпроти будинку культури)

В селі є пам'ятник Лесі Українки та, єдиний в районі, пам'ятник Тарасу Шевченку.
Велика Яблунька також відома своїм джерелом, який знаходиться в лісі біля села. Місцеві жителі називають її «Криничка».

## З історії села Велика Яблунька

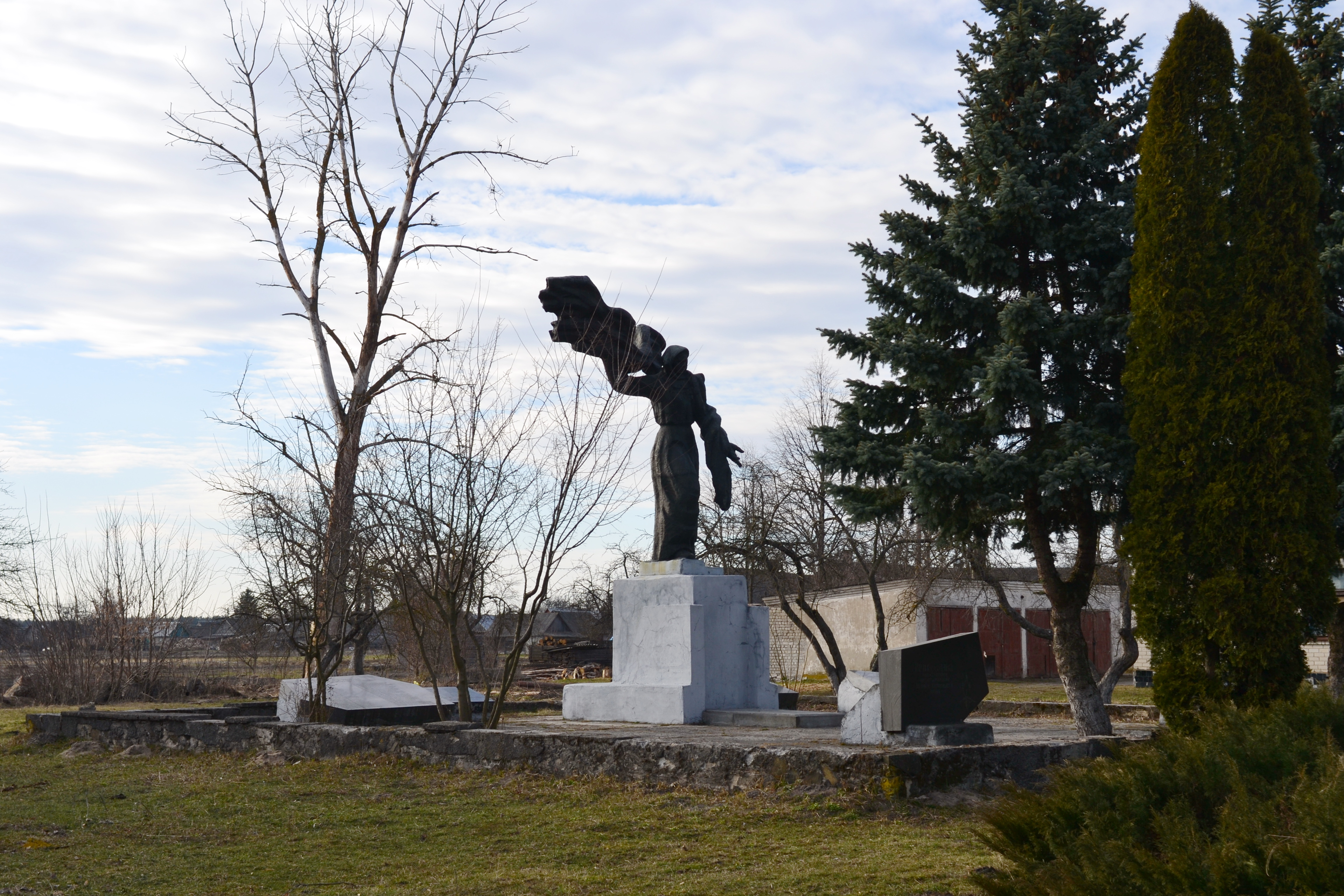
Пам'ятник землякам (південна частина села, біля дороги)

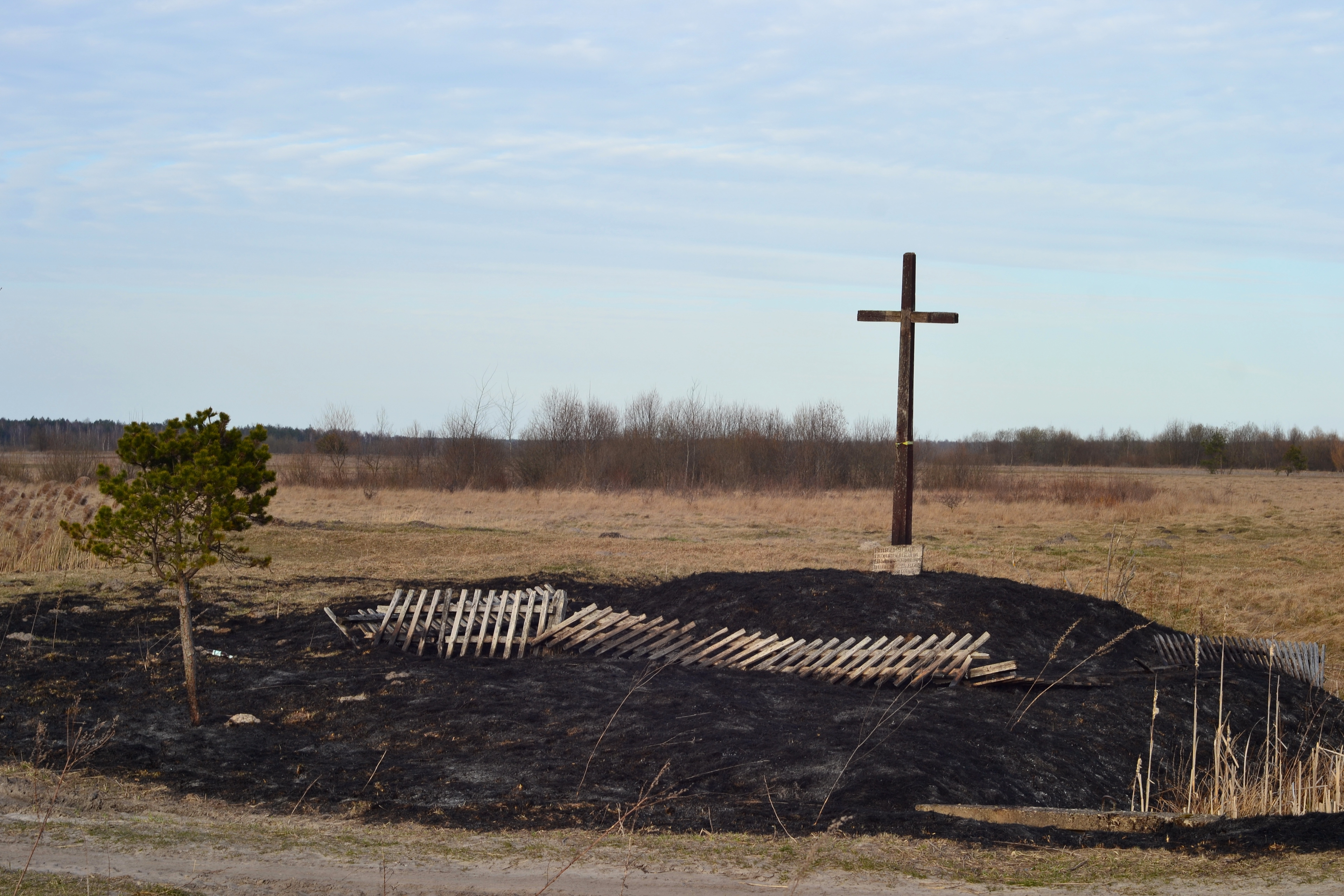
Могила братська 14 воїнів УПА, які загинули у бою з німцями, у тому числі — і з с. Ситниця (за 0,8 км на південь від тракторної бригади у полі)

ВЕЛИКА ЯБЛУНЬКА, село, Луцький повіт, Колківська волость, Маневицький район. Поселення Яблунька у 1798 році входило до складу дачі Луцького повіту під Номером 83 у власності чашника Короля Богуцького. В селі була дерев'яна церква Воздвиження Чесного Хреста і панський дім, 46 дворів, 263 жителі.
В 19 ст. належало до Мошинських, потім ним володів Гвоздовський, далі пан Надлесний.
Спочатку люди жили на хуторах: Завербина(5), Каленики(5), Хутір(20), а потім село почало розростатись. Село у війну було спалено дотла. Відроджувалося завдяки державній допомозі.
В 1964 році нараховувалося 164 двори, 638 жителів.
На 01.01. 2005 року в селі діють середня школа І-ІІІ ступеня, в 203 будинках проживає 732 жителі, садочок «Яблучко», фельдшерсько-акушерський пункт, будинок культури, відділення зв'язку, АТС, СВК «Яблунька», пилорама, два приватних і один споживчої кооперації магазини, кафе «Колос».
12 червня 2020 року, відповідно до розпорядження Кабінету Міністрів України № 708-р «Про визначення адміністративних центрів та затвердження територій територіальних громад Волинської області», село увійшло у склад Маневицької селищної громади.
19 липня 2020 року, в результаті адміністративно-територіальної реформи та ліквідації  Маневицького району, село увійшло до складу новоутвореного Камінь-Каширського району.
Діє Церква Воздвиження Хреста Господнього Української Православної Церкви, побудована в 1995 р., на заміну старого храму, побудованого в 1875 р., перебудованого в 1923 р., знятого з реєстрації в 1962 р., знищеного в 1963 році. Престольне свято 27 вересня.

## Населення
Згідно з переписом УРСР 1989 року чисельність наявного населення села становила 695 осіб, з яких 331 чоловік та 364 жінки.
За переписом населення України 2001 року в селі мешкала 731 особа.

### Мова
Розподіл населення за рідною мовою за даними перепису 2001 року:
| Мова       | Відсоток |
| ---------- | -------- |
| українська | 99,73 %  |
| російська  | 0,27 %   |

## Пам'ятки культурної спадщини
• пам'ятник воїнам односельчанам, які загинули в роки Великої Вітчизняної війни;

• братська могила родини Хом'яків;

• могила братів Буслів;

• могила невідомого радянського воїна-парашутиста;

• пам'ятник Т. Г. Шевченку;

• хрест — символічна могила воякам УПА;

• поселення городоцько- здовбицької та тшинецько-комарівської культури;

• давньоруське селище.
Як засвідчують перекази, десь два століття тому під розлогою дикою яблунею, що нагодувала шатро, відпочивали наші далекі предки. Сподобалась їм ця місцевість і залишилася вони тут назавжди, назвавши поселення Велика Яблунька.
В 1890—1905 рр. більшістю землі володів пан Гвоздовський. В цей час у селі була відкрита двокласна церковно-приходська школа. В ній працював один вчитель і піп. Школа була розміщена в будинку попа. Вчитель не жив на території села, і школою керував піп. В 1927 році була побудована нова школа на дві класні кімнати.
В 1923 р. споруджена в селі церква, яка згоріла під час війни. Землю здавав пан в оренду за третину врожаю. А якщо продавав, то один гектар землі коштував 360 рублів золотом.
В 1939 р. був організований місцевий комітет, який займався питанням створення органів радянської влади. На чолі комітету стояв Ткачук Опанас. В 1940 р. було організовано сільську раду, куди входили села Велика і Мала Яблунька (під час війни весь актив села пішов у партизанській загін, який очолював Шишко).
В 1958 р. до складу сільради ввійшло с. Оконськ. В 1948 р. було організовано колгосп «Рекорд». З 1951 р. колгоспи Великої і Малої Яблуньки об'єдналися в один колгосп ім. Коротченка, а в 1957 р. до нього приєднано колгосп «Правда» с. Оконськ. Новостворений колгосп став називатися «Радянська Україна».
В 1960 року відбулося об'єднання з колгоспом «Зоря» с. Кукли. За допомогою голови правління в с. Велика Яблунька було побудоване приміщення школи, на околиці села споруджено новітні тваринницької приміщення. В 1967 році організовано радгосп «Маневицький». З кожним роком господарство росло і міцніло, а з ним ріс добробут жителів. Основним було виробництво м'яса, молока, зернових культур. У 2000 р. на базі радгоспу утворено СВК «Яблунька». Землі колективної власності переходять у власність селян (власників сертифікатів на право власності на земельну частку(пай)).
В 80-х роках був побудований адміністративно-культурний центр радгоспу, тут же і торговельно-побутовий комплекс. Сьогодні село розбудовується. Стеляться рівні вулиці з твердим покриттям. Народжуються нові вулиці, святкують новосілля. Вулиці виходять до асфальтного шляху, який ділить село на дві частини.